# Khirbet Qeiyafa
Koordinaten: 31° 41′ 46,7″ N, 34° 57′ 27″ O

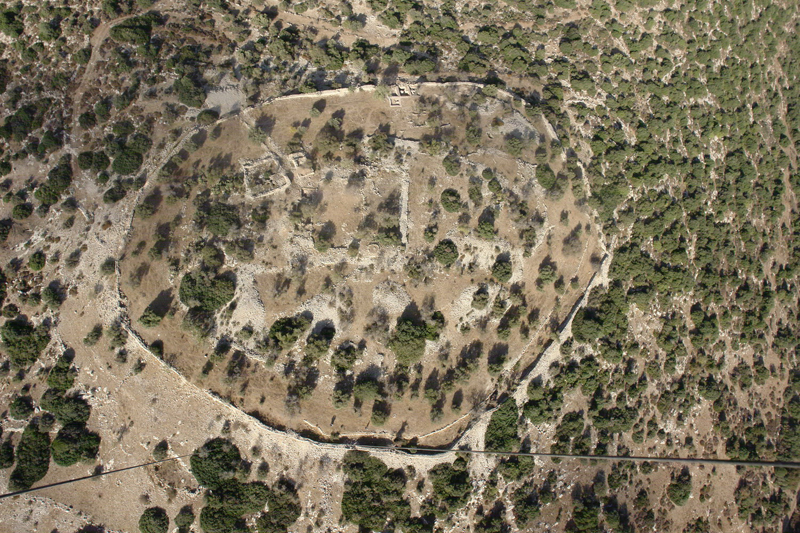
Luftaufnahme

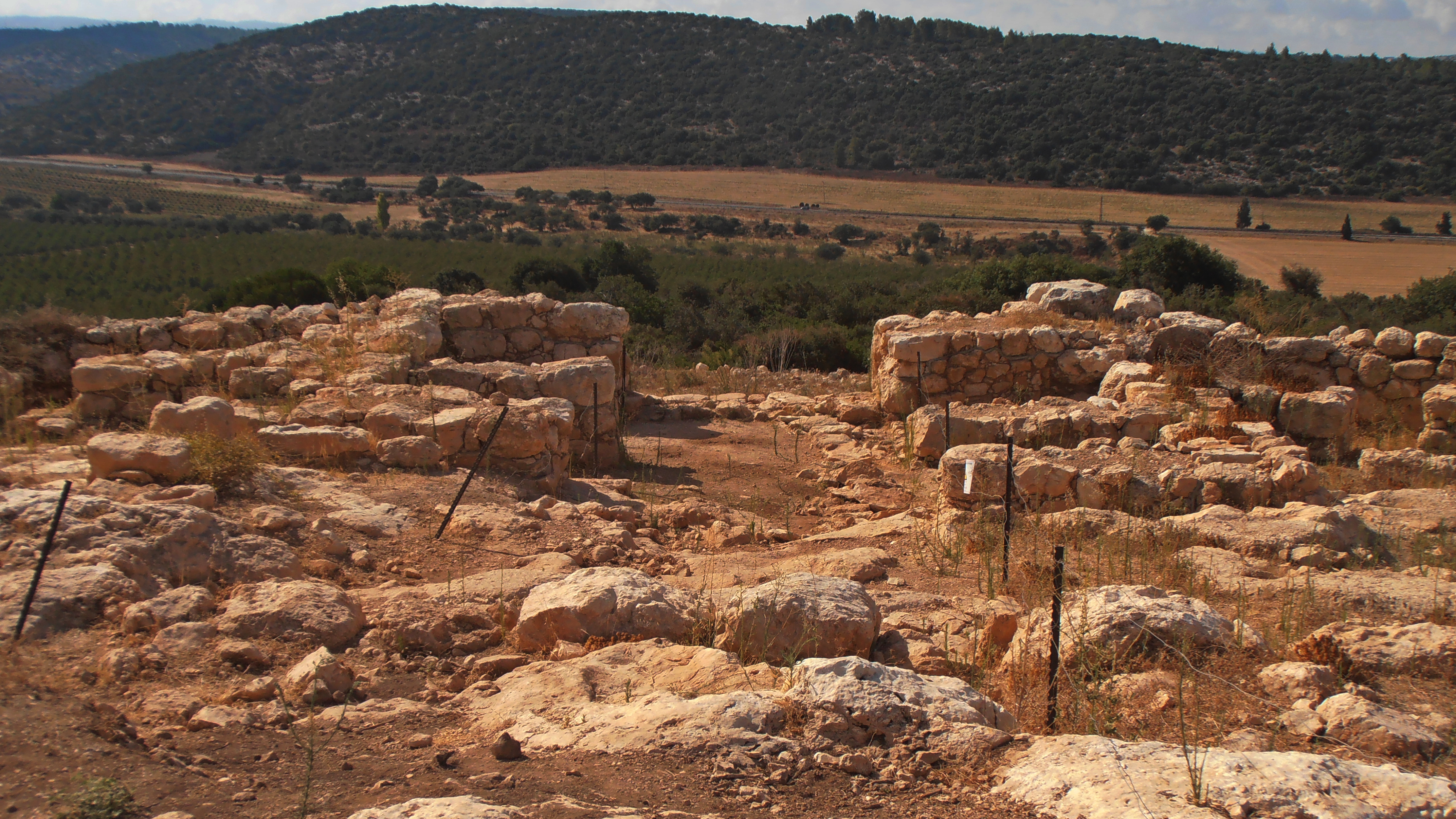
Südliches Vier-Kammer-Tor

Khirbet Qeiyafa (arabisch خِرْبَة قِيَافَة, DMG Ḫirbat Qaiyāfa, hebräisch חֻרְבַת קַיָאפָה Churbat Qajāfāh, deutsch ‚Ruine Qajāfāhs‘, Plene: חורבת קייאפה, auch מִבְצַר הָאֵלָה Mivzar hāʾĒlāh, deutsch ‚Festung Elah‘) ist eine Ruinenstätte im Südwesten innerhalb des Weichbilds der Stadt Bet Schemesch, Israel. Die Ruinenstätte befindet sich auf einer Anhöhe der Schefela, etwa 25 Kilometer südwestlich von Jerusalem. Das Gelände befand sich während des Altertums im Grenzgebiet zwischen dem antiken Königreich Juda und dem Land der Philister. In dieser Region, beim Tal Elah, soll nach biblischer Überlieferung David gegen Goliat gekämpft haben. Die Identifizierung mit dem biblischen Ort Schaʿarajim ist umstritten.

## Ausgrabungen
Von 2008 bis 2013 wurde in einem archäologischen Forschungsprojekt die antike Festungsanlage durch Yosef Garfinkel vom archäologischen Institut der Hebräischen Universität Jerusalem untersucht. Der Ort war nur einphasig am Übergang von der Eisenzeit I zur Eisenzeit IIA (Finkelstein) bzw. in der Eisenzeit IIA stark besiedelt (Stratum IV). In diesem Stratum zeichnete sich der Ort durch Kasemattenbefestigung aus, die im Westen und Süden durch ein Vierkammertor unterbrochen wurde. Das Südtor war in der Antike zugemauert worden, konnte aber an der unterschiedlichen Mauerstruktur erkannt werden. Garfinkel leitete aus dem Vorhandensein von zwei Toren, was für Städte dieser Zeit ungebräuchlich war, ab, dass es sich um die in der Bibel erwähnte Stadt Schaʿarajim (hebräisch שַׁעֲרַיִם ‚zwei/beide Tore‘) handeln müsse (Jos 15,36 , 1 Sam 17,52 , 1 Chr 4,31 ). Allerdings weist Thomas Römer darauf hin, dass die Texte, in denen Schaʿrayim erwähnt wird, frühestens in das 9. Jh., eher in das 8.–7. Jh. und im Falle der Chronik sogar in die spätpersisch/frühhellenistische Zeit zu datieren sind. Zu dieser Zeit war Khirbet Qeiyafa längst verlassen. Als Alternative schlug Nadav Na’aman das biblische Gob vor. Diesem Vorschlag schließen sich Finkelstein und Fantalkin an.
Neben Wohnbebauung wurden auch Gebäude freigelegt, die durch ihre Größe als öffentliche Gebäude interpretiert werden können (so z. B. in Areal A und Areal F). In der Nähe des Westtores und besonders in der Nähe des Südtores lassen sich Kulträume durch ihre Ausstattung u. a. mit Maṣṣeben (Raum G in Gebäude C3, Raum J in Gebäude D1), Opfertischen (Raum G in Gebäude C3, Raum G in Gebäude D1) bzw. zwei Modellschreinen (Raum G in Gebäude C10) identifizieren. Außerdem wurden ca. 700 Krughenkel mit Fingereindrücken, ein Ostrakon und eine Inschrift auf einem Krug gefunden.
Die absolute Datierung des Ortes auf Basis der Radiokarbonmethode ist umstritten. Nach Finkelstein und Piasetzky deuten die Daten auf eine Besiedlungszeit von 1010 bis 936 v. Chr., während sie nach Garfinkel auf eine Zerstörung des Ortes um 980 hindeuten. Garfinkel interpretiert den Ort als Außenposten von König David gegen die Philister.

### Khirbet Qeiyafa Ostrokon

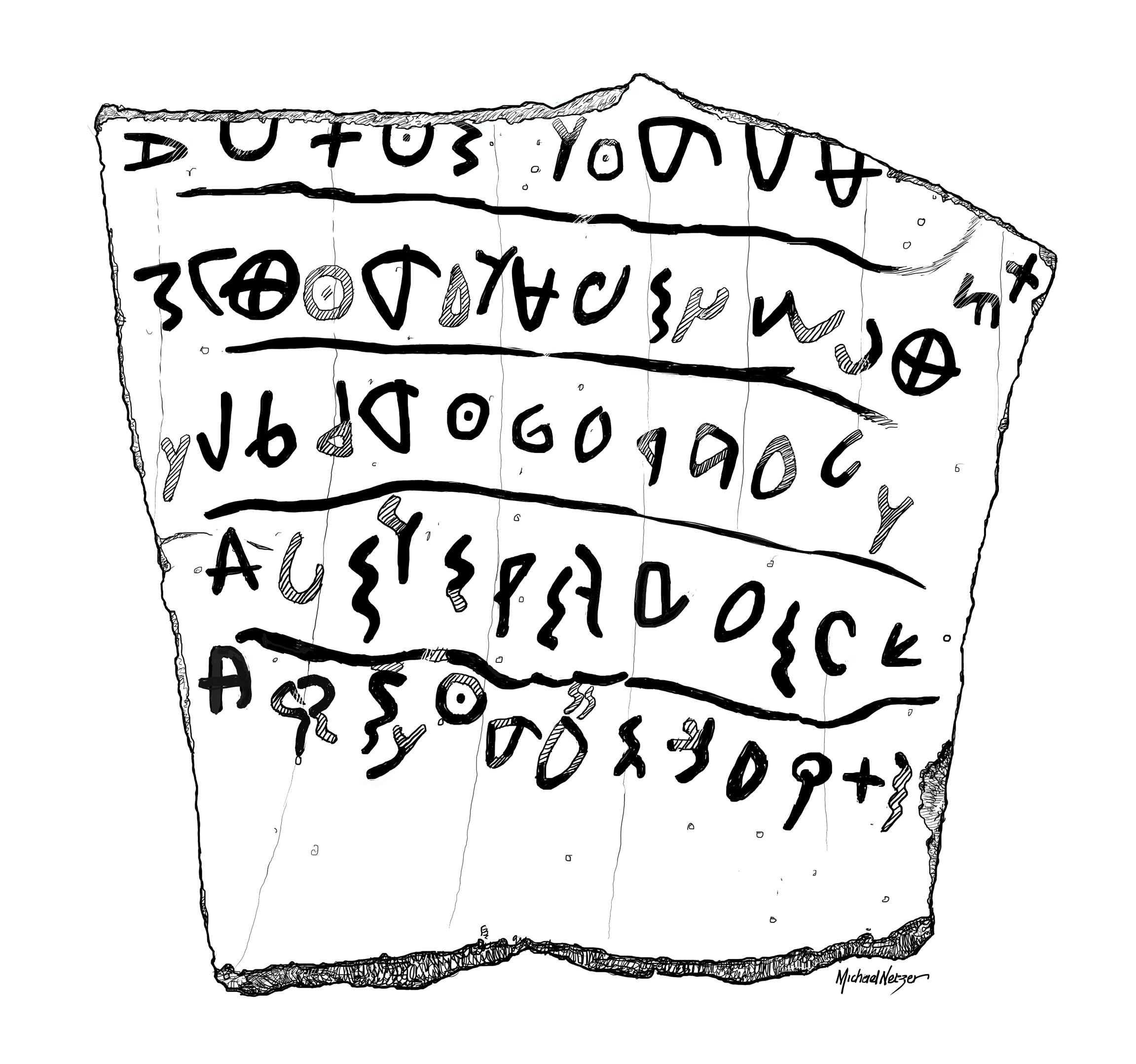
Khirbet-Qeiyafa-Ostrakon (Zeichnung)

Bei den Ausgrabungen in der Wohnbebauung am Westtor wurde unter anderem ein Ostrakon, eine beschriftete Tonscherbe, freigelegt, welches eine schwer lesbare Inschrift in einer nordwestsemitischen Sprache, möglicherweise Hebräisch, trägt. Die Schrift ist proto-kanaanäisch und erhält piktografische Elemente, wie an den Punkten im Ajin erkennbar ist. Dabei werden einzelne Buchstaben (wie z. B. das Aleph) in unterschiedliche Richtungen geschrieben. Mithilfe der Radiokohlenstoffdatierung wurde das Alter der Tonscherbe auf um 1000 v. Chr. ermittelt, was etwa der Zeit des biblischen Königs David entspräche. Es zeigt fünf Schriftzeilen, die mit schwarzen Linien voneinander getrennt sind. Wurzeln der Wörter „Richter“, „Sklave“ und „König“ wurden bisher entziffert. Viele der mit Tinte geschriebenen Buchstaben sind allerdings sehr verblasst oder nur fragmentarisch erhalten. Zu den weiteren Unsicherheiten gehört, dass selbst die Schreibrichtung unklar ist, da die meisten Buchstaben keine stabile Ausrichtung aufweisen. Gershon Galil vom „Department of Bible Studies“ der Universität Haifa schlug 2010 folgende Lesung vor:
1 … du sollst […] nicht tun, sondern diene dem [JHWH].
2 Trachte nach Recht für den Skla[ven] und die Wit[we] / helfe zum Recht der Wais[e]
3 [und] dem Fremdling. [Tr]itt ein für das Kind / tritt ein für den Arm[en und]
4 die Witwe. Verteidige [den Armen] in den Händen des Königs.
5 Schütze den Ar[men und] den Sklaven / [unter]stütze den Fremdling.
Die Lesung ist jedoch unsicher, erst recht müssen die Ergänzungen als hochgradig spekulativ angesehen werden. Für Gershon Galil belegt das mit Tinte beschriebene Ostrakon von Khirbet Qeiyafa nicht nur, dass in diesem kleinen Ort etwa 30 km westlich von Jerusalem um 1000 v. Chr. ein Schreiber wirkte, sondern, dass dieser vertraut war mit dem Konzept der Fürsorge für die sozial Schwachen, das ein Alleinstellungsmerkmal der hebräischen Gesellschaft sei. Das deute darauf hin, dass Teile der Hebräischen Bibel bereits unter König David schriftlich verfasst wurden.
Andere Lese-, Übersetzungs- und Interpretationsvorschläge stammen von Émile Puech und Ada Yardeni. In Zeile 4 vermutete man den Namen eines Königs von Gat. Lester L. Grabbe stellte 2017 fest, dass die Interpretationen der Fachleute weit auseinandergingen und dem Ostrakon bisher „nicht viel an intelligenter Botschaft“ entnommen werden konnte.

### Diskussion um die territoriale Zugehörigkeit von Khirbet Qeiyafa

#### Davidisches Juda
Die Ausgräber sehen in Khirbet Qeiyafa einen Grenzort des davidischen Judas, der aufgrund seines Grenzcharakters zu den Philistern stark befestigt war. Sie argumentieren, dass die symmetrische Planung des Ortes, die öffentlichen Gebäude und die Fingerabdrücke auf den Krughenkeln auf eine zentrale Administration hindeuten und ordnen die Stätte Juda zu. Dies begründen sie mit Parallelen zu den Kasemattenmauern mit Wohnbebauung in Beit Schemesch, Tel Beit Mirsim, Tel en-Naṣbe und Beer-Scheba aus der Eisenzeit II, den Krughenkeln, von denen sie eine Kontinuität zu lmlk-Siegeln in Juda unter der assyrischen Hegemonie herstellen, der paläographisch-sprachlichen Zuordnung des Ostrakons als Hebräisch sowie dem Fehlen von Schweineknochen und anthropomorphen Figurinen als Kultgegenständen. Juda habe nach ihnen also bereits zur Zeit Davids Einfluss auf die Schefela gehabt. Diese Zuordnung soll die These eines davidisch-salomonischen Großreiches stützen.

#### Kritik an dieser Zuordnung
Diese Zuordnung löste eine Diskussion aus. So weist Na'aman darauf hin, dass sich die angeführten Parallelen bei den Kasemattenmauern mit Wohnbebauung sowie bei den lmlk-Stempeln vor allem auf das 8.–7. Jh. v. Chr. beziehen. Eine Kontinuität ließe sich daher nicht nachweisen. Auch die sprachliche Zuordnung des Ostrakons zu Hebräisch ist keinesfalls sicher. Selbst wenn das Ostrakon auf Hebräisch beschrieben ist, so sei dies allenfalls ein Hinweis, aber kein Beweis einer territorialen Zuordnung. Römer kritisiert außerdem, dass das Argument fehlender Schweineknochen nach einer Rückprojektion späterer biblischer Gebote auf die Funde klinge. So seien Figurinen in Juda in der Eisenzeit belegt. Schweineknochen fehlen zwar in Juda, sind aber auch in nicht-urbanen israeltischen oder philistäischen Orten nicht belegt, sodass ihr Fehlen nicht als ein ethnischer Anhaltspunkt gesehen werden sollte.

#### Alternative Zuordnungen
Finkelstein und Fantalkin schlagen die zentrale Macht in Khirbet Qeiyafa als die Gibeonpolity – das Reich unter Saul, das sein Zentrum auf dem Plateau von Gibeon-Bethel hatte, zu identifizieren. Sie berufen sich dafür vor allem auf die Kasemattenmauern, die sie mit ähnlichen Belegen aus der Eisenzeit I und Eisenzeit IIA im Gebiet von Gibeon-Bethel parallelisieren. Khirbet Qeiyafa sei daher mit Saul in Verbindung zu bringen. Na'aman betont den vor allem den lokalen Charakter des Ortes, indem er auf die protokanaanäische Schrift, die vor allem lokale Keramik und die Kultstätten hinweist, die keine Parallelen im judäischen Bergland haben. Er kommt so zu dem Schluss, dass es sich bei Khirbet Qeiyafa um einen kananäischen Ort handele, der von einem kurzen Wiederaufleben kanaanäischer Gruppen in der Schefela am Übergang von 11. zum 10. Jh. zeugt.